# Ивачкович, Светозар
Светозар Ивачкович (серб. Светозар Ивачковић; 10 декабря 1844, Делиблато (ныне общины Ковин, Южно-Банатский округ, автономного края Воеводина, Сербия) — 30 января 1924, Белград) — сербский архитектор.

## Биография
Как и многие сербские архитекторы своего времени, образование получил в Вене, центре архитектуры XIX века.
Представитель постромантизма в сербской архитектуре, сумевший соединить традиционный сербский стиль с неовизантийским.
Лучшей работой С. Ивачковича, согласно официальному журналу Сербской Православной Церкви «Pravoslavlje», является Церковь Преображения Господня в г. Панчево, построенная в 1877 году и Церковь Святого Николая Чудотворца на Новом кладбище в Белграде (1893).
Автор многих культовых сооружений в Сербии.

## Работы

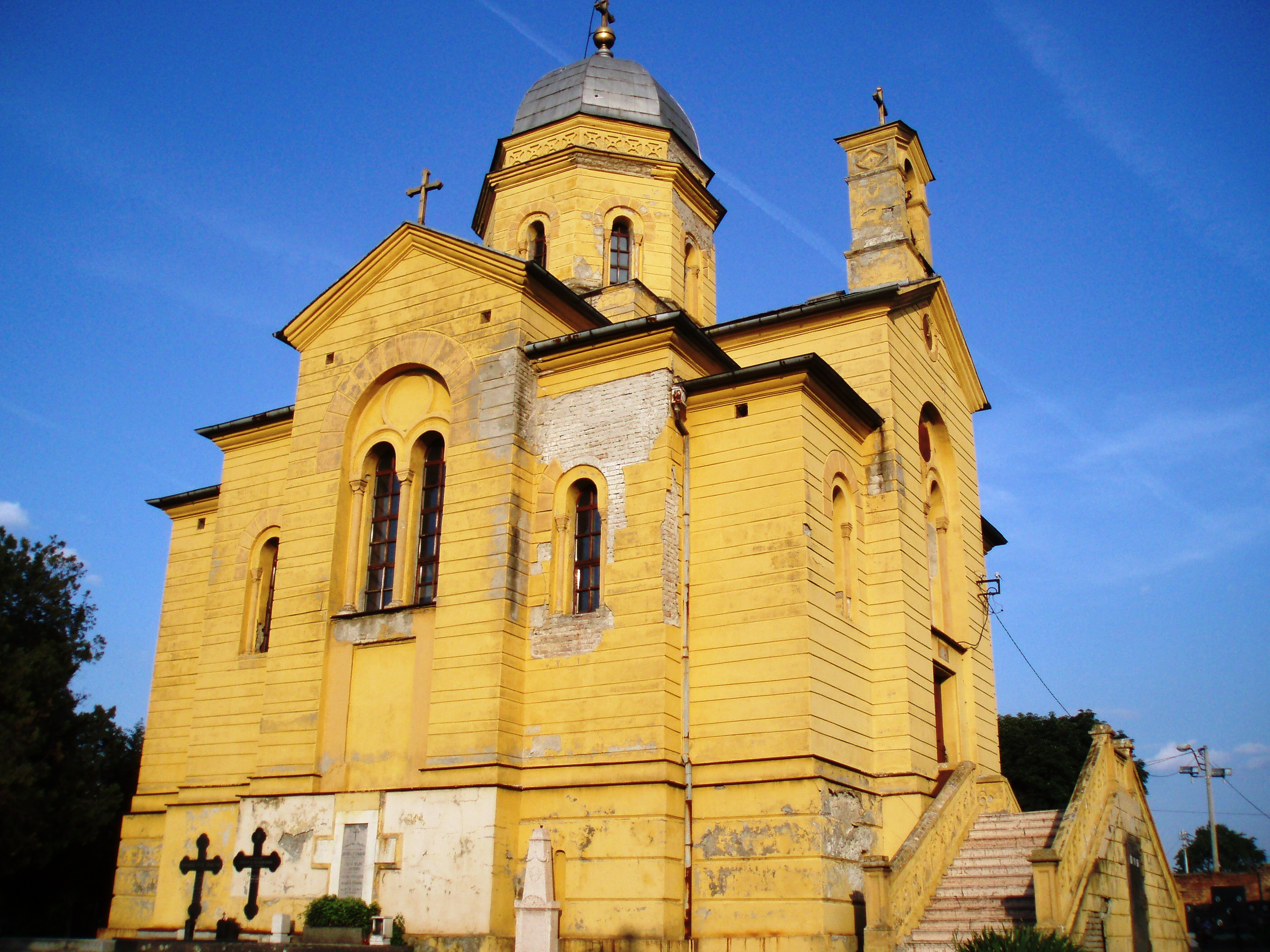
Северо-западный фасад Церкви Св. Димитрия в Земуне (1874-1878.)
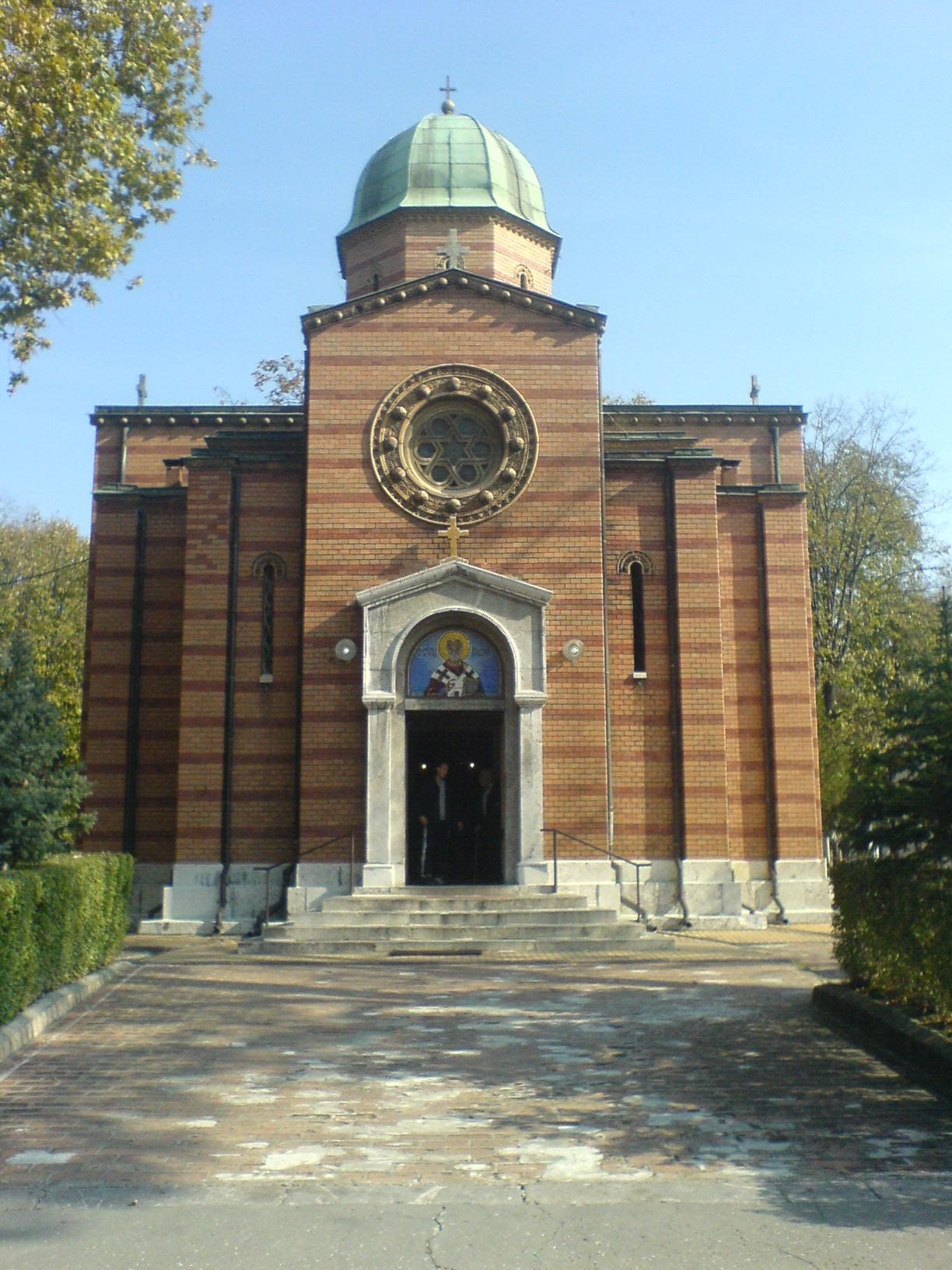
Церковь Святого Николая Чудотворца на Новом кладбище в Белграде (1893).
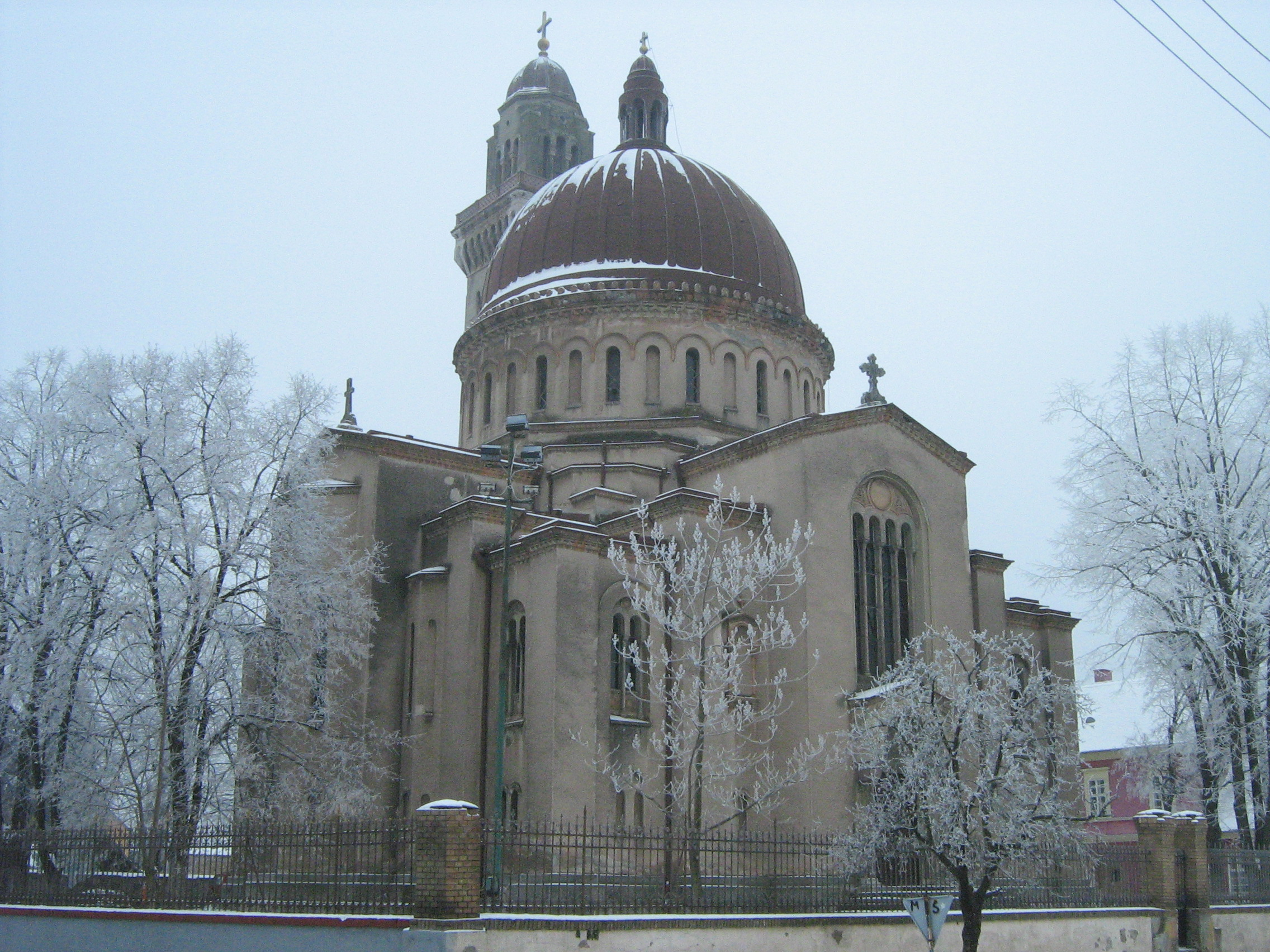
Преображенская церковь в Панчеве (1873-1878)